# Rượu mùi

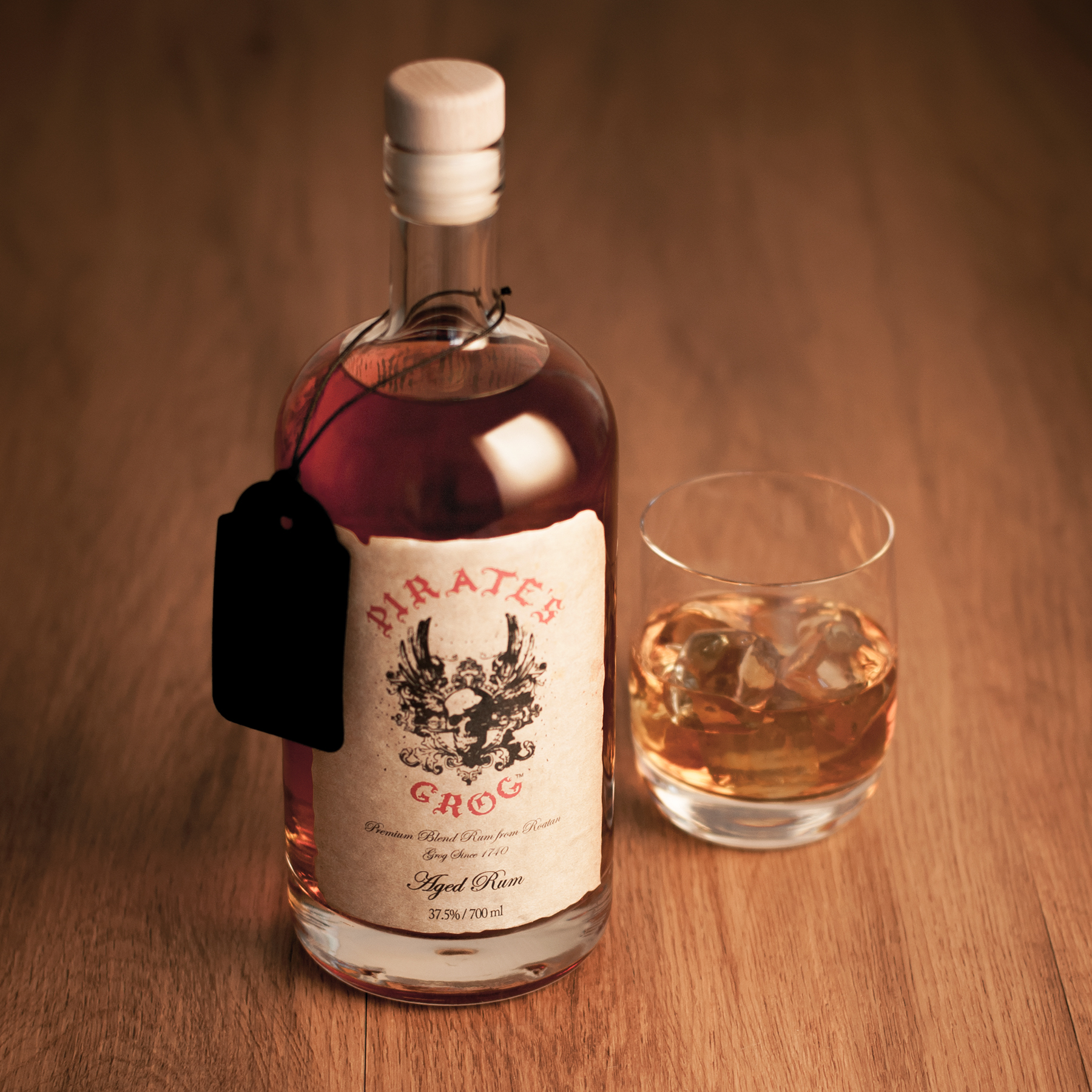
Một loại rượu mùi

Rượu mùi hay rượu hương là các loại rượu được pha chế từ một thức uống có cồn mà được chưng cất, được bỏ thêm với những vị từ trái cây, kem, dược thảo, gia vị, bông hoa hay các loại hạch, có thêm đường hoặc các chất tạo ra vị ngọt. Bởi vậy nên rượu mùi thường là rất ngọt; thường không để được lâu. Ở Mỹ va Canada rượu mạnh thường được gọi là "liquor", cho nên thường hay có sự lầm lẫn giữa liqueurs (rượu mùi) và liquors (rượu mạnh). Điều dễ phân biệt là rượu mùi thường hay rất ngọt và đặc như là si rô. Đa số các rượu mùi có lượng rượu thấp (15–30% ABV) hơn là rượu mạnh, nhưng cũng có loại có lượng rượu tới 55% ABV.

## Lịch sử
Rượu mùi ban đầu thường là rượu thuốc; đã được pha chế bên Ý từ thế kỷ thứ 13 bởi các thầy tu. Ngày nay rượu mùi được sản xuất khắp mọi nơi trên thế giới, và được dùng bằng nhiều cách: uống không, rót trên nước đá, uống với cà phê, pha với kem, hay các thứ nước khác để tạo nên cocktails,.... Chúng thường được dùng chung với món ăn trán miệng hay sau khi đó. Rượu mùi cũng được pha trộn vào các món ăn.

Rượu mùi
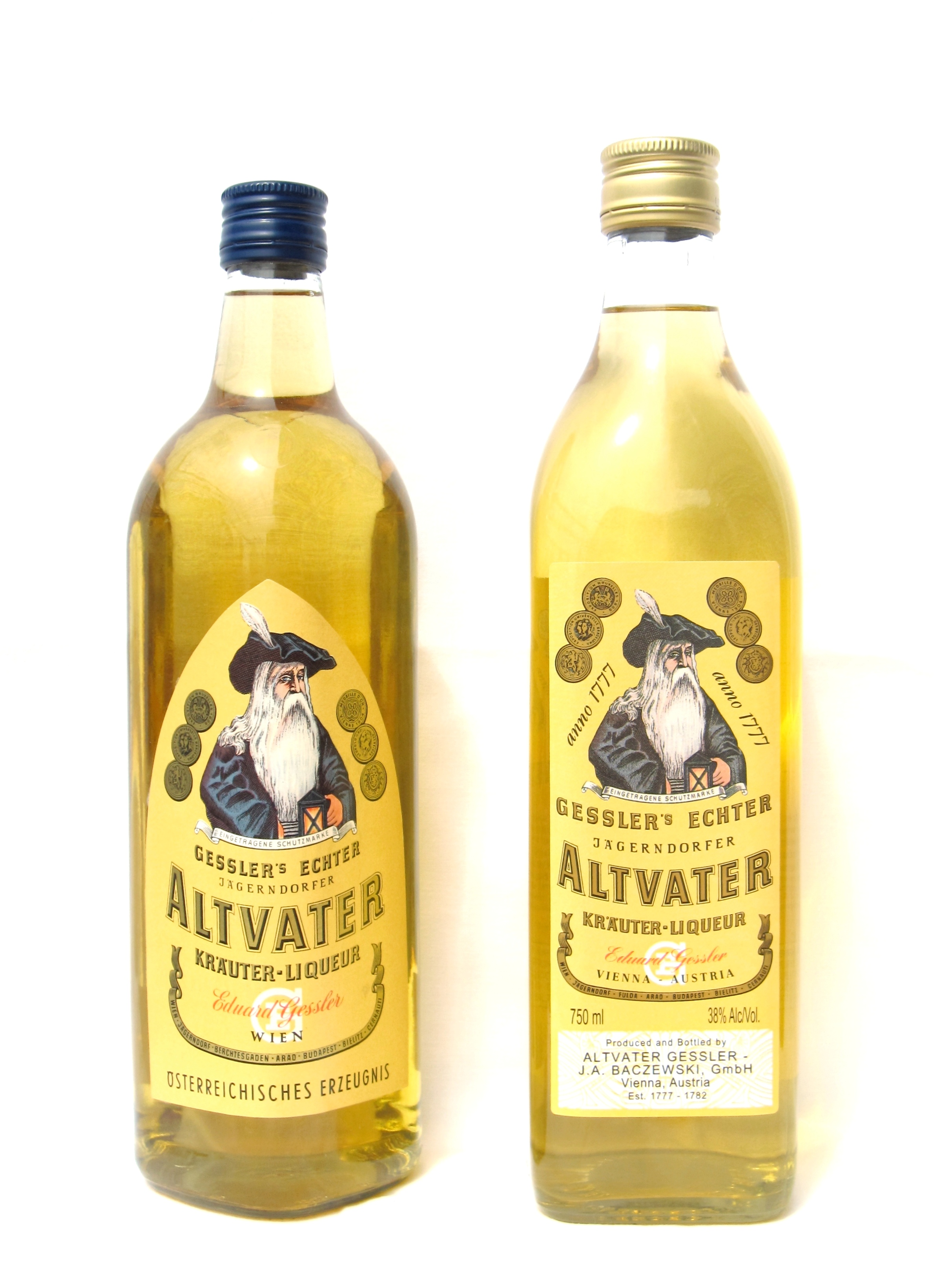
Rượu dược thảo sản xuất tại Áo, có nồng độ là 38% ABV
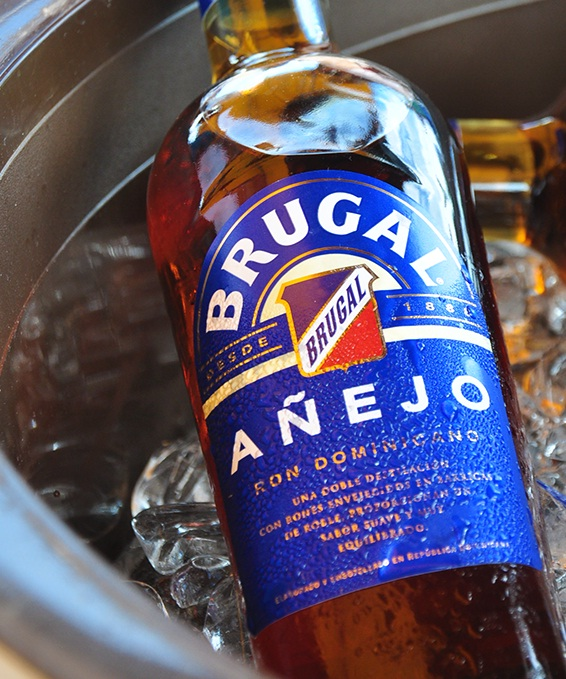
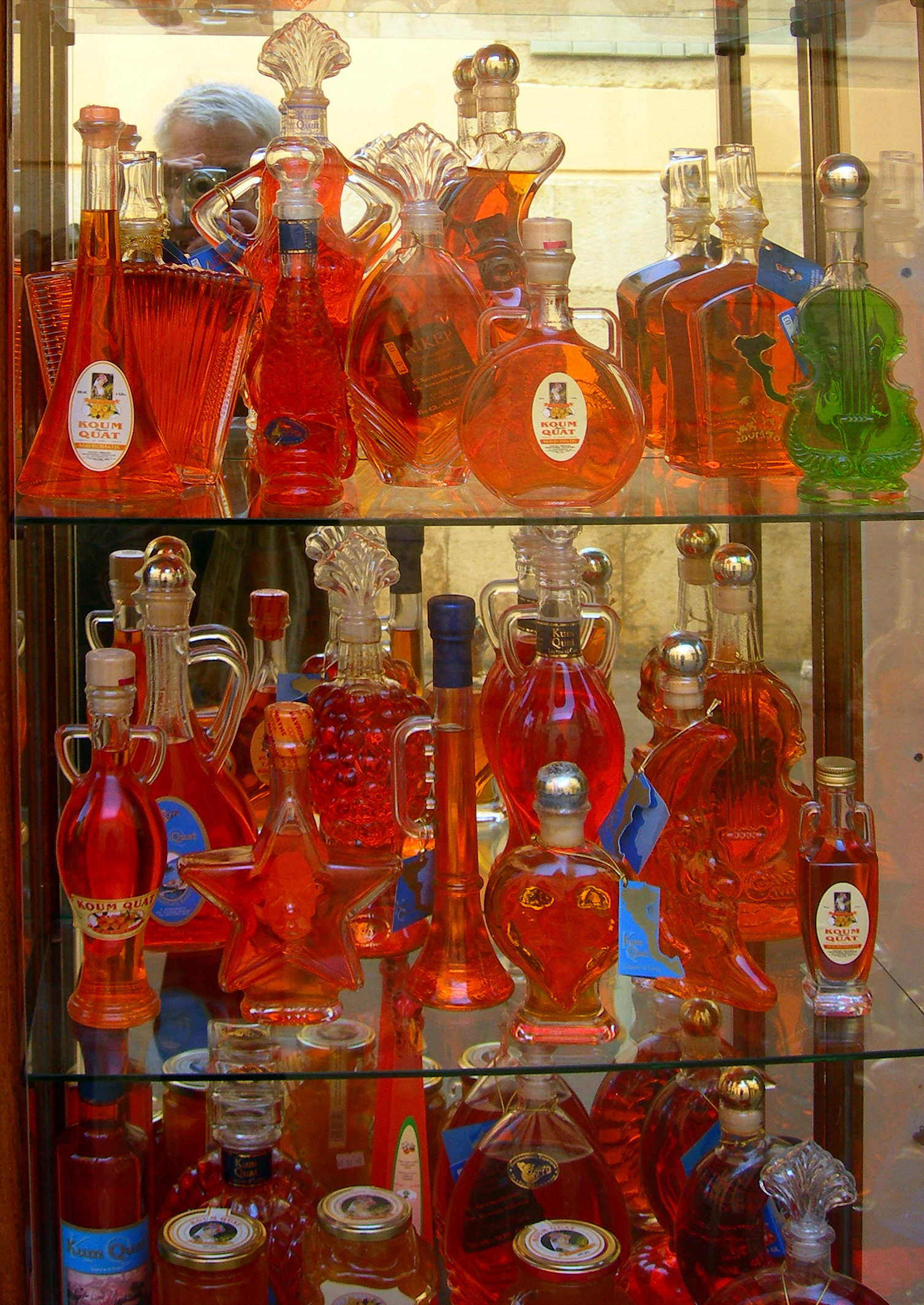
Rượu mùi Kim quất từ đảo Corfu
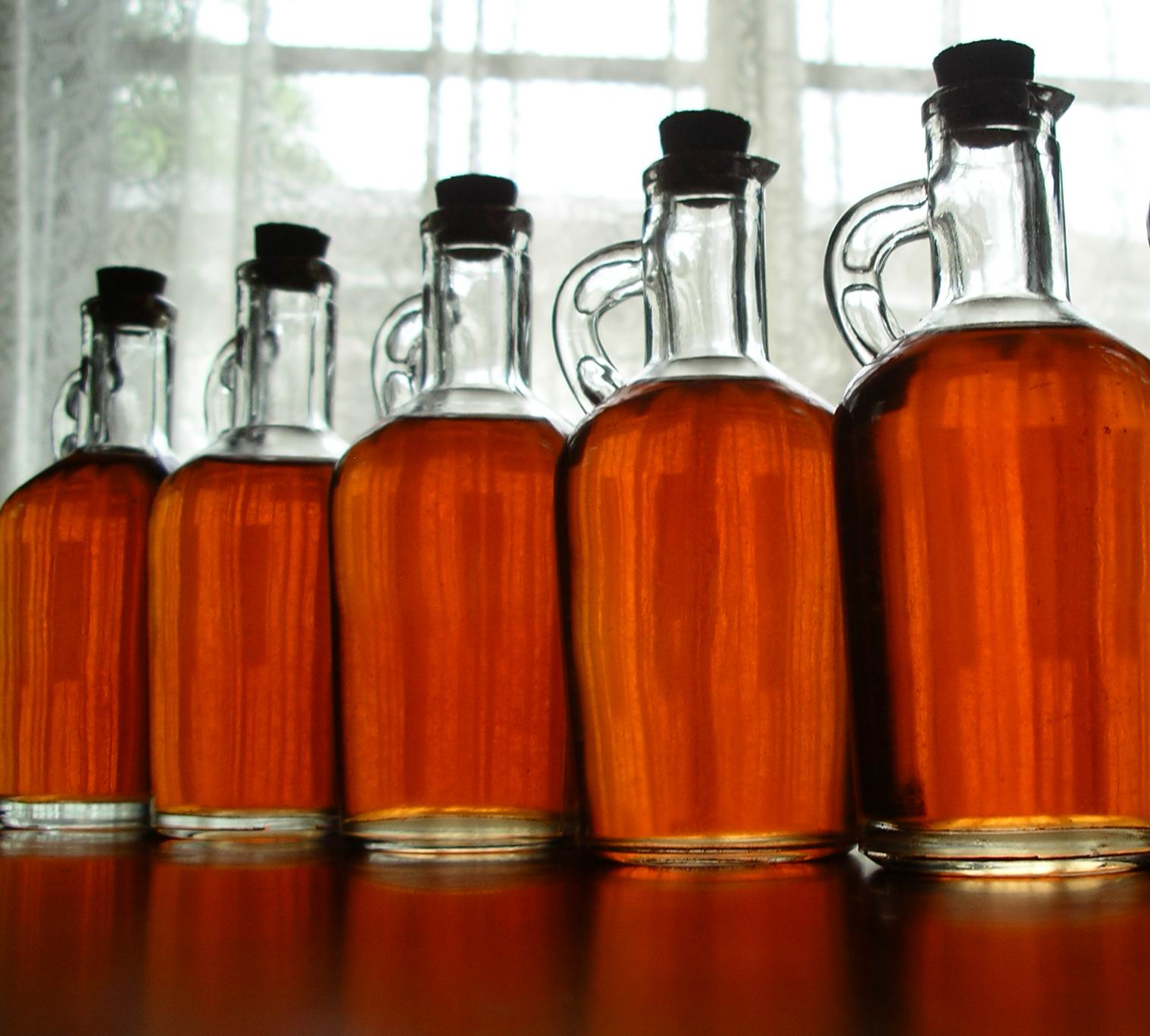
Những chai rượu mùi dâu làm ở tại gia.
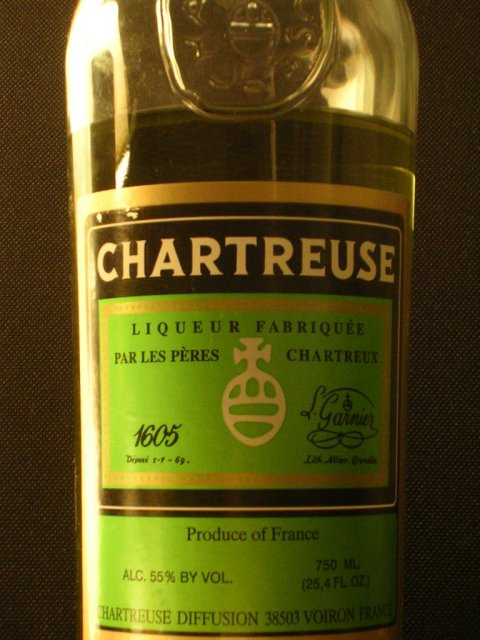
Chartreuse, rượu mùi của Pháp, làm bởi các nhà tu Carthusian từ thập niên 1740.